# هنری استیونسون
هنری استیونسون (انگلیسی: Henry Stephenson؛ ‏ ۱۶ آوریل ۱۸۷۱ – ۲۴ آوریل ۱۹۵۶) بازیگر اهل بریتانیا بود.
از فیلم‌ها یا برنامه‌های تلویزیونی که وی در آن نقش داشته است، می‌توان به دختر دانا، کارهای ناشایست جولیا، چالشی برای لسی، زنان کوچک، شورش در بونتی، الیور توئیست، ماجراهای شرلوک هولمز، فتح، کاپیتان بلاد، سوئز، ماری آنتوانت، شاهزاده و گدا، بانویی از لوئیزیانا، هدرا و سوزان دیوانهٔ سرکش اشاره کرد.